# 桜井美晴
桜井 美晴（さくらい みはる、1995年8月24日 - ）は、日本の女性声優。旧名：小林 美晴（こばやし みはる）。
アメリカ合衆国生まれ、東京都育ち。劇団MIX所属。

## 経歴
現役高校生時に日本テレビ放送の深夜アニメ「帰宅部活動記録」で道明寺桜役としてデビュー。2017年から劇団MIXにて舞台活動を開始。2018年から劇団MIXに所属。名前も「小林美晴」から「桜井美晴」に改名したことを発表した。

## 人物
趣味は音楽鑑賞とひたすら寝ること、音楽はクラシックなども好む。中学のときは吹奏楽部に入っていた。人見知りな性格で、デビュー作の「帰宅部活動記録」道明寺桜役では「私自身がそんなにハイテンションな方ではないので自分の限界を突破するのが難しい」とインタビューに答えている。

## 出演
太字はメインキャラクター。

### テレビアニメ
2013年
- 帰宅部活動記録（道明寺桜）

2014年
- にゃ〜めん（かっぷ）

### ラジオ
※はインターネット配信。
- たった一度の本番を棒に振るラジオ（2013年6月27日 - 10月10日、音泉※・HiBiKi Radio Station※）
- Radio the MIX（2018年2月6日 - 、YouTube内劇団MIXチャンネル※）

### 舞台
- 喰う寝る処、夢追う処（2018年） - あやか 役
- 神々の贈り物（2018年） - 秋帆役、仕事の神役
- 形有るもの無いもの。恋するもの。（2019年） - 西見千秋役

## ディスコグラフィ

### キャラクターソング
| 発売日  | タイトル                                            | 名義 | 楽曲                                            | タイアップ                                       |
| 2013年  | 2013年                                              | 2013年 | 2013年                                          | 2013年                                           |
| ------- | --------------------------------------------------- | --- | ----------------------------------------------- | ------------------------------------------------ |
| 9月18日 | 帰宅部活動記録 キャラソン&サントラ集 帰宅部@音楽室♪ | 安藤夏希（木戸衣吹）、道明寺桜（小林美晴）                                                                       | 「ワクワクDAYS☆」                               | テレビアニメ『帰宅部活動記録』エンディングテーマ |
| 9月18日 | 帰宅部活動記録 キャラソン&サントラ集 帰宅部@音楽室♪ | 道明寺桜（小林美晴）、大萩牡丹（相内沙英）、九重クレア（千本木彩花）                                             | 「ベスト・フレンズ」                            | テレビアニメ『帰宅部活動記録』エンディングテーマ |
| 9月18日 | 帰宅部活動記録 キャラソン&サントラ集 帰宅部@音楽室♪ | 安藤夏希（木戸衣吹）、塔野花梨（結名美月）、道明寺桜（小林美晴）、大萩牡丹（相内沙英）、九重クレア（千本木彩花） | 「ワクワクDAYS☆〜帰宅部全員ver.〜（TVサイズ）」 | テレビアニメ『帰宅部活動記録』エンディングテーマ |
| 9月18日 | 帰宅部活動記録 キャラソン&サントラ集 帰宅部@音楽室♪ | 道明寺桜（小林美晴）                                                                                             | 「魔王」                                        | テレビアニメ『帰宅部活動記録』挿入歌             |